# Malayemys subtrijuga
La tartaruga mangia-chiocciole del Mekong (Malayemys subtrijuga Schlegel & Müller, 1845) è una specie di tartaruga della famiglia dei Geoemididi.

## Descrizione
Il carapace, che può raggiungere una lunghezza di circa 200 mm, è ovale e leggermente bombato, il suo colore tende al marrone-castagna. Il piastrone è giallo o color crema con grandi macchie scure su ogni scute. La testa ha una colorazione di base nerastra con diverse striature chiare. È una specie carnivora che si nutre principalmente di chiocciole e altri gasteropodi a cui associa anche lombrichi, insetti acquatici, crostacei e piccoli pesci. Le femmine depongono da 4 a 6 uova bianche e allungate, l'incubazione dura all'incirca 167 giorni.

## Distribuzione e habitat
Distribuita in Cambogia, Vietnam, Thailandia e Laos, introdotta in Indonesia (Giava). Vive in ambienti acquatici a lento corso, caratterizzati da fondali fangosi e abbondante vegetazione acquatica quali: torrenti, laghetti, canali, paludi e risaie.

## Conservazione
Molte popolazioni sono sfruttate per scopi alimentari e in alcune zone vengono raccolte anche le uova. La tartaruga mangia-chiocciole del Mekong viene spesso catturata per essere rilasciata negli stagni dei templi buddhisti. Questo sfruttamento ne ha causato un declino in tutto il suo areale, in particolare in Cambogia, Laos e Vietnam. Infine, il degrado degli habitat a causa dell'inquinamento e la cattura accidentale nelle reti da pesca stanno contribuendo allo stato di vulnerabilità di questa specie. È inserita in Appendice II CITES ed è soggetta a una serie di leggi nazionali; in Cambogia e Thailandia, il consumo, l'uso e l'esportazione di questa specie è vietata e in Vietnam l'esportazione di tutte le specie di tartarughe autoctone è vietato. Solo nel Laos la specie non è soggetta ad alcuna protezione.